# Dicarpellum pancheri
Dicarpellum pancheri là một loài thực vật có hoa trong họ Dây gối. Loài này được (Baill.) A.C.Sm. mô tả khoa học đầu tiên năm 1941.